# Шурочкина, Мария Владимировна
Мари́я Влади́мировна Шу́рочкина (род. 30 июня 1995, Москва) — российская синхронистка. двукратная олимпийская чемпионка (2016, 2021), 11-кратная чемпионка мира. Заслуженный мастер спорта России. Дочь Владимира Шурочкина и Оксаны Владимировны Шурочкиной, младшая сестра певицы Нюши. Победительница второго сезона реалити-шоу «Сокровища императора», на телеканале ТНТ.

## Карьера
На юниорском чемпионате Европы 2010 года стала двукратной чемпионкой Европы. В 2012 году на юниорском чемпионате мира заняла четвёртое место в индивидуальной программе в новой дисциплине «фигуры». В 2013 году в комбинации и группе стала чемпионкой Универсиады-2013.
На чемпионате мира в Барселоне стала чемпионкой мира в соревновании групп и комбинации.
Олимпийская чемпионка Игр в Рио-де-Жанейро и в Токио.
В 2018 году окончила Российский государственный университет физической культуры, спорта, молодёжи и туризма.
В апреле 2025 года вместе со своей сестрой стала одним из участников реалити-шоу «Сокровища императора» на телеканале «ТНТ».

## Награды
- Орден Почета (11 августа 2021 года) — за большой вклад в развитие отечественного спорта, высокие спортивные достижения, волю к победе, стойкость и целеустремленность, проявленные на Играх XXXII Олимпиады 2020 года в городе Токио (Япония)[12].
- Орден Дружбы (25 августа 2016 года) — за высокие спортивные достижения на Играх XXXI Олимпиады 2016 года в городе Рио-де-Жанейро (Бразилия), проявленные волю к победе и целеустремлённость[13].
- Почётная грамота Президента Российской Федерации (19 июля 2013 года) — за высокие спортивные достижения на XXVII Всемирной летней универсиаде 2013 года в городе Казани[14].
- Заслуженный мастер спорта России (31 декабря 2013 года)[2].